# P̈
P̈ (minuskule p̈) je speciální znak latinky. Nazývá se P s přehláskou. Používá se pouze v jazycích araki a mavea, které jsou používány na Vanuatu. Tyto jazyky jsou však extrémně ohrožené, dohromady je používá pouze 46 lidí, z čehož 8 lidí používá jazyk araki a 38 mavea, a jelikož se P̈ v žádném jiném jazyce nepoužívá, je považováno taktéž za ohrožené. V Unicode je majuskulní podoba sekvence <U+0050, U+0308> a minuskulní <U+0070, U+0308>.